# جان سی. فریمونت
جان سی. فریمونت (انگلیسی: John C. Fremont؛ زاده ۲۱ ژانویهٔ ۱۸۱۳ - درگذشته ۱۳ ژوئیهٔ ۱۸۹۰ ) سناتور سابق عضو جمهوری‌خواه بود. وی در سال ۱۸۵۰ تا ۱۸۵۱ میلادی سناتور ایالت کالیفرنیا در سنای ایالات متحده آمریکا بود.